# Mount Grieg
Mount Grieg ist ein verschneiter und rund 800 m hoher Berg im Südwesten der westantarktischen Alexander-I.-Insel. Er ragt mit Felsvorsprüngen an seiner Westflanke oberhalb des südöstlichen Teils des Brahms Inlet auf der Beethoven-Halbinsel auf.
Eine Reihe von Bergen in der Umgebung erscheinen erstmals auf Kartenmaterial, dass im Zuge der US-amerikanischen Ronne Antarctic Research Expedition entstand. Die hierzu zählenden Mount Grieg kartierte der britische Geograph Derek Searle vom Falkland Islands Dependencies Survey 1960 anhand von Luftaufnahmen, die gleichfalls bei dieser Forschungsreise angefertigt wurden. Das UK Antarctic Place-Names Committee benannte den Berg am 2. März 1961 nach dem norwegischen Komponisten Edvard Grieg (1843–1907).